# Ptilodexia
Ptilodexia is een geslacht van vliegen (Brachycera) uit de familie van de sluipvliegen (Tachinidae). De wetenschappelijke naam van het geslacht is voor het eerst geldig gepubliceerd in 1889 door Brauer & Bergenstamm.

## Soorten
- P. agilis Reinhard, 1943
- P. arida (Curran, 1930)
- P. californica Wilder, 1979
- P. canescens (Walker, 1852)
- P. carolinensis Brauer and Bergenstamm, 1889
- P. conjuncta (Wulp, 1891)
- P. flavotessellata (Walton, 1914)
- P. halone (Walker, 1849)
- P. harpasa (Walker, 1849)
- P. incerta West, 1925
- P. maculata Wilder, 1979
- P. major (Bigot, 1889)
- P. mathesoni (Curran, 1930)
- P. obscura West, 1925
- P. pacifica Wilder, 1979
- P. planifrons (Wulp, 1891)
- P. ponderosa (Curran, 1930)
- P. prexaspes (Walker, 1849)
- P. rufipennis (Macquart, 1843)
- P. sabroskyi Wilder, 1979
- P. simplex (Bigot, 1889)
- P. westi Wilder, 1979